# Liste der Bodendenkmäler in Röttenbach (bei Erlangen)
Auf dieser Seite sind die Bodendenkmäler in der mittelfränkischen Gemeinde Röttenbach zusammengestellt. Diese Tabelle ist eine Teilliste der Liste der Bodendenkmäler in Bayern. Grundlage ist die Bayerische Denkmalliste, die auf Basis des Bayerischen Denkmalschutzgesetzes vom 1. Oktober 1973 erstmals erstellt wurde und seither durch das Bayerische Landesamt für Denkmalpflege geführt wird. Die folgenden Angaben ersetzen nicht die rechtsverbindliche Auskunft der Denkmalschutzbehörde.

## Bodendenkmäler in Röttenbach
| Lage                                 | Objekt | Akten-Nr.     | Bild |
| ------------------------------------ | --- | ------------- | ---- |
| Röttenbach (bei Erlangen) (Standort) | Mittelalterliche und frühneuzeitliche Befunde im Bereich der Kath. Pfarrkirche St. Mauritius in Röttenbach und ihrer Vorgängerbauten einschließlich umfriedetem Kirchhof mit Körperbestattungen. | D-5-6331-0109 |      |
| Röttenbach (bei Erlangen) (Standort) | Mittelalterliche und frühneuzeitliche Befunde im Bereich des ehem. Schlosses Röttenbach und seiner Vorgängerbauten.                                                                              | D-5-6331-0110 |      |